# کوستاس کاتسورانیس
کوستاتوس کاتسورانیس (به یونانی: Κώστας Κατσουράνης) (زادهٔ ۲۱ ژوئن ۱۹۷۹) بازیکن فوتبال اهل کشور یونان است.
وی برای تیم ملی یونان ۱۰۰ بازی انجام داده و ۹ گل به ثمر رسانده‌است. پست تخصصی این بازیکن نیز، هافبک است.